# Louis Vaudable
Louis Vaudable, né le 25 août 1902 à Saint-Rémy-de-Chargnat et mort le 29 avril 1983 à Paris, est un restaurateur français, connu pour avoir été le propriétaire et gérant du plus célèbre restaurant du monde, Maxim's.

## Biographie
Il est le fils d'Octave Vaudable, restaurateur auvergnat et autrefois propriétaire du restaurant Noël Peters, devenu propriétaire de Maxim's en 1932. Avec trois générations de restaurateurs, la famille Vaudable est une des figures les plus importantes de la restauration française. De la promotion HEC Paris 1923, Louis effectua des stages chez des hôteliers aux États-Unis et en Europe : Hôtel Esplanade à Berlin, Hôtel Bristol à Vienne.
C'est en 1942 qu'il succède à son père, Octave Vaudable, dans la direction de chez Maxim's, nanti d'un solide diplôme des hautes études commerciales, assorti de trois années de cuisine de haut niveau. Si la carte de chez Maxim's rivalisait avec celles des plus grandes tables françaises, la qualité du service, à l'époque Vaudable, était remarquable. Il développa la marque sur la base de cette référence,.
On doit aussi à Louis Vaudable l’introduction de la tarte Tatin. Il est le premier à la découvrir lors d'un dîner dans l'auberge des sœurs Tatin et à l'introduire à la carte de son restaurant,. 
Son fils, François Vaudable, qui l'a secondé pendant plusieurs années et qui est aussi une figure marquante de l'histoire du restaurant, cède Maxim's à Pierre Cardin en 1981. 
Louis Vaudable fut :
- Copropriétaire du restaurant Le Grand Véfour
- Propriétaire des restaurants de la Tour Eiffel : Le Jules Verne et La Belle Époque
- Administrateur de la Société Maxim's Ltd, de 1932 à 1957, et directeur général de la société Les cuisines Maxim's de 1951 à 1972.
- Gérant de la Société Les caves Maxim's (exportation de vins) dès 1948
- Président-directeur général de la Société Air Maxim's Orly-Ouest
- Administrateur de la société Air Maxim's International
- Conseiller au Commerce extérieur de 1932 à 1939 et de 1963 à 1971
- Conseiller honoraire de 1971 à 1980
- Officier de la Légion d'honneur, officier de l'Ordre national du Mérite, médaille de vermeil de la Ville de Paris, et fut désigné en 1978 « Personnalité de l'année pour la gastronomie »[6].